# Permutációs rejtjel
A permutációs kód vagy permutációs rejtjel a klasszikus titkosírásban transzpozíciós kód, ahol a kulcs egy permutáció.
A rejtjel használatához szükséges egy e hosszúságú véletlenszerű permutációs kulcs (minél nagyobb az e, annál biztonságosabb a kód). Az eredeti szöveget ezután fel kell osztani e hosszúságú szegmensekre, és ezeken belül a kulcsnak megfelelően megkeverni a betűket.
Elméletileg bármely transzpozíciós rejtjelet tekinthetjük úgy, mint egy olyan permutációs kódot, ahol az e hossza megegyezik a szöveg hosszával; bár ezt túl fáradságos lenne gyakorlatban alkalmazni.

## A kód felismerése
Mivel a permutációs kód nem változtatja meg a karaktereket, a rejtjelezett szöveget pontosan ugyanolyan betűgyakoriságok jellemzik, mint az alapjául szolgáló szöveget. Ez azt jelenti, hogy ez a kód gyakran transzpozíciós kódként azonosítható a betűknek az adott nyelvben jellemző gyakoriságával mutatott hasonlóságából.

## A kód feltörése
Mivel a kód e hosszúságú szövegrészleteken operál, az eredeti szöveg – így a rejtjelezett is – hosszúsága ennek az e-nek egész számú többszöröse kell legyen. Emiatt két gyenge pontja is van a rejtjelnek: egyrészt az eredeti szöveget lehet, hogy fel kell duzzasztani (hogyha a duzzasztás azonosítható, a kulcs egy része feltárul), másrészt pedig az e-re vonatkozó információt hordoz a szöveg hossza, minthogy i hosszúságú szöveg esetén, e-nek mindenképpen i osztói között kell lennie. A megfelelő permutáció megtalálása hasonló feladat, mint az oszlopos transzpozíció esetén.